# Kontor Records
A Kontor Records egy hamburgi székhelyű lemezkiadó vállalat, mely számos híres zenészt tudhat soraiban. Nevét egy hamburgi éjszakai bárról kapta. Főként az elektronikus zenei stílusokat művelő zenészeket támogatja. Vezetője Jens Thele, alapítói pedig a Scooter tagjai voltak, az első időkben a stúdiójuk egyik helyiségében működött a kiadó, majd miután kinőtte magát, egy sokkal impozánsabb helyre költözött. Kódja LC 2182 / LC 02182. Ismert még Do It Yourself Entertainment Germany és Sheffield Tunes neveken. A StarShirt Archiválva 2005. szeptember 12-i dátummal a Wayback Machine-ben nevű oldalon a Scooter és ATB témájú relikviákat is árusítják. Saját válogatáslemezeket is kiad előadóitól: Dream Dance, House of House, Top Of The Clubs.

## Ismertebb előadói

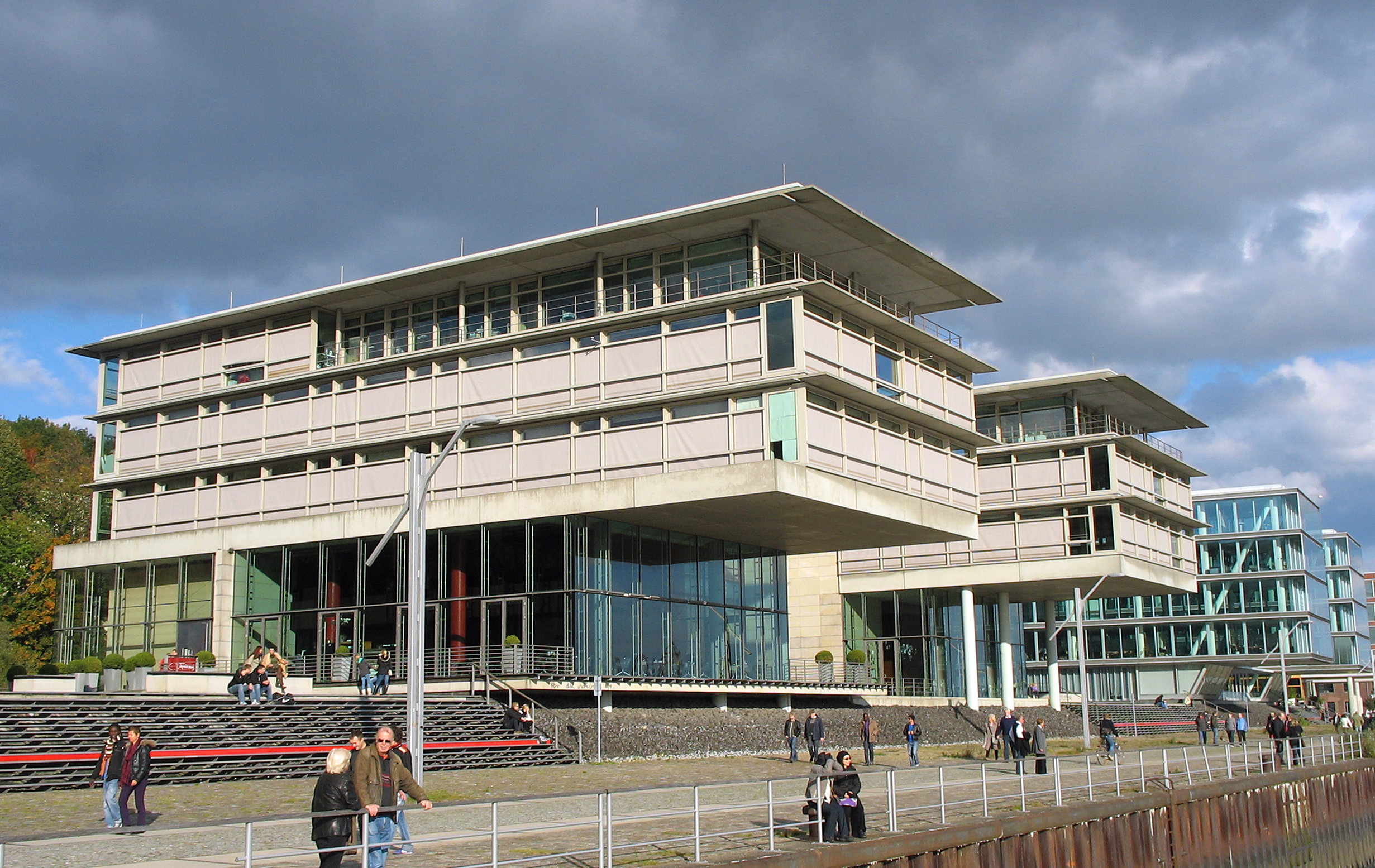
A Kontor Records székháza Hamburgban

- ATB
- Aquagen
- Blank & Jones
- Chris Avantgarde
- David Carson
- Dirty Disco Youth
- DJ Dean
- DJ Shog
- DJ's At Work
- D.O.N.S.
- Fedde Le Grand
- Florida Inc.
- Harris & Ford
- Jan Wayne
- Klubbingman
- Lexy & K-Paul
- Markus Gardeweg
- Moonbootica
- Scooter
- Sheffield Jumpers
- Special D
- Spiller
- Starsplash
- Sunbeam
- Sunset Strippers
- The Disco Boys
- Tiesto
- Vinylshakerz